# Leo Tynkkynen
Leo Tynkkynen (* 6. November 1934 in Lauritsala; † 11. Februar 1971 in Lappeenranta) war ein finnischer Eisschnellläufer.

## Werdegang
Tynkkynen, der für den Lauritsalan Teräs und den Imatran Luistelijat startete, nahm von 1953 bis 1960 an internationalen Wettbewerben teil und belegte in der Saison 1955/56 bei den Olympischen Winterspielen 1956 in Cortina d’Ampezzo den 26. Platz über 1500 m und den 25. Rang über 5000 m sowie bei der Mehrkampf-Weltmeisterschaft 1956 in Oslo den 18. Platz im Großen Vierkampf. In den folgenden Jahren lief er bei der Mehrkampfeuropameisterschaft 1958 in Eskilstuna auf den 26. Platz und bei der Mehrkampfeuropameisterschaft 1959 in Göteborg auf den 20. Rang im Großen Vierkampf. In seiner letzten internationalen Saison 1959/60 kam er bei den Olympischen Winterspielen 1960 in Squaw Valley auf den 24. Platz über 10.000 m, auf den 21. Rang über 5000 m sowie auf den 19. Platz über 500 m und bei der Mehrkampfeuropameisterschaft 1960 in Oslo auf den 22. Platz im Großen Vierkampf. Zudem erreichte er im Jahr 1960 mit dem dritten Platz seine beste Platzierung bei finnischen Mehrkampfmeisterschaften. Im Jahr 1971 ertrank er, als er während des Trainings im Eis einbrach.

## Erfolge

### Olympische Spiele
- 1956 Cortina d’Ampezzo: 25. Platz 5000 m, 26. Platz 1500 m
- 1960 Squaw Valley: 19. Platz 500 m, 21. Platz 5000 m, 24. Platz 10.000 m

### Mehrkampf-Weltmeisterschaften
- 1956 Oslo: 18. Platz Großer Vierkampf

### Mehrkampf-Europameisterschaften
- 1958 Eskilstuna: 26. Platz Großer Vierkampf
- 1959 Göteborg: 20. Platz Großer Vierkampf
- 1960 Oslo: 22. Platz Großer Vierkampf

## Persönliche Bestleistungen
| Disziplin | Zeit        | Datum             | Ort          |
| --------- | ----------- | ----------------- | ------------ |
| 500 m     | 42,1 s      | 24. Februar 1960  | Squaw Valley |
| 1000 m    | 1:38,0 min  | 30. Dezember 1956 | Lappeenranta |
| 1500 m    | 2:14,0 min  | 17. Februar 1960  | Squaw Valley |
| 3000 m    | 4:51,2 min  | 28. Februar 1956  | Lappeenranta |
| 5000 m    | 8:18,8 min  | 16. Februar 1960  | Squaw Valley |
| 10.000 m  | 17:33,6 min | 27. Februar 1960  | Squaw Valley |